# نيك فيلي
نيك فيلي (بالإنجليزية: Nick Feely)‏ (9 مايو 1992 بهونغ كونغ في الصين - ) هو لاعب كرة قدم أسترالي في مركز حراسة المرمى. لعب مع نادي سلتيك.

## روابط خارجية
- نيك فيلي على موقع قاعدة بيانات كرة القدم.إي يو (الإنجليزية)
- نيك فيلي على موقع Soccerway.com (الإنجليزية)